# Elwin Bruno Christoffel

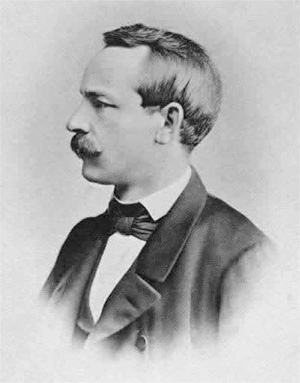
Elwin Bruno Christoffel

Elwin Bruno Christoffel (* 10. November 1829 in Montjoie; † 15. März 1900 in Straßburg) war ein deutscher Mathematiker.

## Leben
Elwin Bruno Christoffel besuchte das Friedrich-Wilhelm-Gymnasium in Köln, studierte an der Universität Berlin – unter anderem bei Peter Gustav Dirichlet – und promovierte 1856 mit einer Arbeit zur Bewegung der Elektrizität in homogenen Körpern. Danach kehrte er nach Montjoie, heute Monschau, zurück und lebte dort drei Jahre in akademischer Abgeschiedenheit. 1859 wurde Christoffel an der Universität Berlin Privatdozent. Das Zürcher Polytechnikum holte ihn drei Jahre später als Nachfolger Richard Dedekinds in die Schweiz. Er war maßgebend an der Errichtung der mathematischen Schule am Polytechnikum beteiligt. Nach einer erneuten Anstellung in Berlin an der Gewerbeakademie wurde Christoffel 1872 Professor an der Universität Straßburg. 1894 trat er in den Ruhestand.
Ab 1868 war er korrespondierendes Mitglied der Preußischen Akademie der Wissenschaften. 1869 wurde er zum korrespondierenden Mitglied der Göttinger Akademie der Wissenschaften gewählt.

## Werk
Christoffel beschäftigte sich mit konformen Abbildungen und Potentialtheorie, der Riemannschen θ-Funktion, mit der Theorie der Invarianten, mit Tensoranalysis, Bereichen der mathematischen Physik und der Geodäsie sowie mit Schallwellen (Schockwellen). Sein Reduktionstheorem löst das lokale Äquivalenzproblem für quadratische Differentialformen.

## Wirkung
Nach Elwin Bruno Christoffel sind die Christoffel-Symbole benannt, die in der Tensoranalysis für eine übersichtliche Darstellung sorgten und auch heute noch Verwendung finden. Ferner entwickelte er die Schwarz-Christoffel-Transformation zur Abbildung komplizierter mathematischer Gebiete auf Kreise.

## Sonstiges
Die Elwin-Christoffel-Realschule in Monschau wurde nach ihm benannt.